# Estádio Governador Alberto Tavares Silva
Estádio Governador Alberto Tavares Silva – stadion wielofunkcyjny w Barras, Piauí, Brazylia, na którym swoje mecze rozgrywa klub Ríver Atlético Clube.